# Медла
Медла́ — река, протекающая в России, Удмуртской Республике, Дебёсском районе. Приток Чепцы. Длина реки — 15 км, площадь водосборного бассейна — 66 км².
Исток расположен недалеко от села Уйвай. Река протекает в северном и северо-западном направлениях, впадает в Чепцу близ села Заречная Медла. Верхняя часть реки пересыхает, нижняя заболочена. Река протекает преимущественно через лесные массивы, имеет несколько притоков. Есть многочисленные пруды. На реке расположены сёла Уйвай-Медла и Заречная Медла.

## Данные водного реестра
По данным государственного водного реестра России относится к Камскому бассейновому округу, водохозяйственный участок реки — Чепца от истока до устья, речной подбассейн реки Вятка. Речной бассейн реки — Кама.
Код объекта в государственном водном реестре — 10010300112111100032448.